# Lumpiaque
Lumpiaque (aragónul Lumpiac) település Spanyolországban,  Zaragoza tartományban. Lumpiaque Rueda de Jalón és Épila községekkel határos. Lakosainak száma 862 fő (2024).

## Népesség
A település népessége az utóbbi években az alábbiak szerint változott:
| Lakosok száma | 901  | 900  | 975  | 1050 | 921  | 916  | 834  | 814  | 841  | 862  |
|               | 2001 | 2004 | 2007 | 2009 | 2012 | 2014 | 2017 | 2019 | 2022 | 2024 |